# Pimelodus platicirris
Pimelodus platicirris är en fiskart som beskrevs av Nikolai Andreyevich Borodin 1927. Pimelodus platicirris ingår i släktet Pimelodus och familjen Pimelodidae. Inga underarter finns listade i Catalogue of Life.